# パトリック・ランビー
パトリック・ランビー（Patrick Lambie、1990年10月7日 - ）は、南アフリカの元ラグビー選手。

## プロフィール
- 南アフリカ・ダーバン出身。
- ポジションはスタンドオフ(SO)、センター(CTB)、フルバック(FB)。
- 身長 177cm、体重 88kg
- U20南アフリカ代表に選ばれたことがある[1]。
- 南アフリカ代表通算キャップ数は56。
- ラグビーワールドカップ2011・ラグビーワールドカップ2015の南アフリカ代表に選ばれた[2]。
- バーバリアンズに選ばれたことがある[3]。

## 略歴
シャークス、シャークスを経て、2017年、ラシン92に加入。
2019年、脳しんとうのため、現役を引退した。